# Hololive Production

Het logo van Hololive

Hololive Production is een Japans agentschap voor virtuele youtubers, eigendom van het technologie- en entertainmentbedrijf Cover Corporation. Naast het functioneren als een multi-channel netwerk, beheert Hololive Production ook licenties, merchandising, muziekproductie en organiseert het concerten. Vanaf november 2024 beheerde het agentschap meer dan 90 VTubers die in drie talen actief zijn (Japans, Indonesisch en Engels), met in totaal meer dan 80 miljoen abonnees. Dit omvat enkele van de meest geabonneerde VTubers op YouTube en enkele van de meest bekeken vrouwelijke streamers wereldwijd.

## Geschiedenis
Cover Corporation werd opgericht op 13 juni 2016 door ondernemer Motoaki Tanigo, beter bekend als YAGOO, die eerder samenwerkte met Sanrio bij het contentbedrijf Imagineer en verschillende startups oprichtte. Aanvankelijk richtte Cover zich op augmented reality (AR) en virtual reality (VR) software, met investeringen van Tokyo VR Startups en Recruit.
In maart 2017 demonstreerde het bedrijf een technologie die real-time avatar motion capture en interactieve livestreaming mogelijk maakte. Deze technologie was geïnspireerd door virtuele personages zoals Hatsune Miku en Kizuna AI, die in 2016 de trend van virtuele youtubers lanceerde.

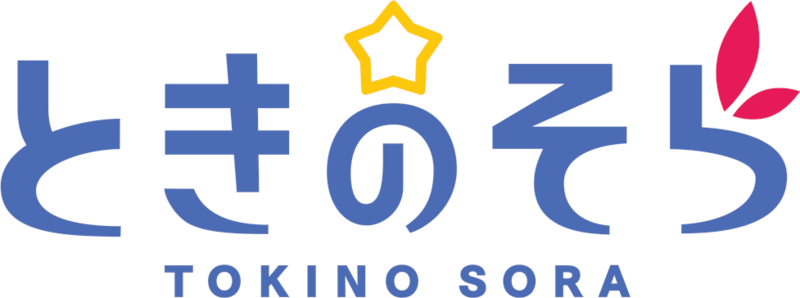
Het logo van Tokino Sora, de eerste Vtuber van Cover/Hololive

Op 7 september 2017 introduceerde Cover Tokino Sora, de eerste VTuber die gebruikmaakte van hun avatar-capture software. Later dat jaar, op 21 december, bracht Cover Hololive uit, een smartphone-app voor iOS en Android waarmee gebruikers virtuele livestreams konden bekijken met behulp van AR-technologie. In april 2018 wijzigde Cover de app, waarbij de AR-functies werden verwijderd en deze werd omgevormd tot een tool voor real-time gezichtsanimatie met behulp van de iPhone X.
De eerste generatie Hololive VTubers debuteerde tussen mei en juni 2018, gevolgd door een tweede generatie in augustus en september. Hololive Gamers, een groep die zich richt op let's plays, debuteerde in december 2018 en april 2019.
In januari 2019 tekende Hololive een overeenkomst met het Chinese platform Bilibili om 15 kanalen te openen en tegelijkertijd te streamen op zowel Bilibili als YouTube. Ze begonnen ook samen te werken met Chinese vrijwilligers voor vertalingen en produceerden originele content voor de Chinese markt. In mei 2019 breidde Cover uit met permanente talentaudities in China en Japan.
Op 19 mei 2019 richtte Cover het in-house muzieklabel INoNaKa (INNK) Music op, met AZKi en voormalig onafhankelijk VTuber Hoshimachi Suisei als eerste artiesten. De eerste generatie van Holostars, een mannelijke VTuber-agentschap, debuteerde in juni 2019, gevolgd door meer leden in september en oktober. De derde generatie Hololive, 'Hololive Fantasy', debuteerde tussen juli en augustus 2019. Een eerste generatie van Hololive China debuteerde tussen september 2019 en januari 2020, met een tweede generatie die in april 2020 debuteerde.
Op 2 december 2019 consolideerde Cover zijn Hololive-, INNK Music- en Holostars-agentschappen onder de gezamenlijke merknaam Hololive Production. Op dezelfde dag maakte Hoshimachi Suisei de overstap van INNK naar Hololive. De vierde generatie van Hololive debuteerde eind december 2019 en begin januari 2020, met inbegrip van VTuber Kiryu Coco, die later de meest ge-superchatte YouTube-kanaal zou worden totdat ze Hololive verliet.